# Elisa Úriz Pi
Elisa Úriz Pi (Tafalla, 24 de gener de 1893 – Berlín Oriental, 14 d'agost de 1979) fou una mestra, pedagoga i activista política navarresa, germana de Josefa Úriz Pi, totes dues considerades precursores de l'Escola Moderna a Espanya.
Va ser distingida al llarg del segle XX per ser pionera en els moviments de renovació pedagoga, per impulsar les primeres organitzacions en defensa dels drets de la dona i la infància, ocupant càrrecs polítics importants en la II República i en la Guerra Civil.

## Biografia
Era filla del capità d'infanteria Benito Úriz Erro i de Filomena Pi Céspedes, d'origen català. Estudià a l'Escola de Magisteri a Madrid i va treballar com a professora de música a les Escoles Normals de Magisteri de Girona, Tarragona i Barcelona. Fou becada per la Junta d'Ampliació d'Estudis a Ginebra, on va estudiar el mètode musical d'Émile Jaques-Dalcroze. En la seva estada a l'Escola de Girona va coincidir un temps amb la seva germana Josefa, amb la qual va dur a terme activitats sindicals que provocaren el trasllat de Josefa a Lleida el 1921.
Durant la Segona República Espanyola va militar en la FETE-UGT i en va ser la dirigent a Lleida, alhora que la seva germana n'era secretària general. Es va casar amb el secretari general de la UGT de Catalunya, Antoni Sesé i Artaso, que seria assassinat a Barcelona durant els Fets de maig del 1937, i durant uns anys van viure a Tarragona. Va fundar a Tarragona la Federació Espanyola de Treballadors de l'Ensenyament (FETE), i va representar aquesta agrupació en el Congrés Internacional de Treballadors de l'Ensenyament celebrat el juny de 1935 a Meudon val Fleury, a prop de París.
L'assassinat del seu marit va ser molt dur per a l'Elisa Úriz i va determinar la vida de les dues germanes. Tot i això van continuar en les labors educatives i assistencials. Elisa Úriz dirigeix el programa Ajut a la Federació Catalana de Treballadors de l'Ensenyança. El novembre de 1938 promou el manifest de les dones d'Espanya a les dones de tot el món sol·licitant ajuda humanitària «perquè els nostres fills no passin gana ni fred». Alhora la seva germana Josepa era nomenada directora general d'Evacuació de Refugiats del Govern de la República. El treball de les dues germanes va ser reconegut públicament i van ser homenatjades.  
Juntament amb Josefa Uriz havia impulsat la Unió de Dones Antifeixistes el 1934 i l'agost d'aquell mateix any formà part de la delegació espanyola que participà en el Congrés Mundial de Dones Contra la Guerra i el Feixisme, que se celebra al Saló de la Mutualité de París, juntament amb Dolores Ibárruri, Irene Falcón i Encarnación Fuyola. Poc abans de començar la guerra civil espanyola militava al Partit Comunista de Catalunya, i fou ferma defensora de la fusió d'aquest partit amb altres organitzazions d'esquerra per formar, el juliol de 1936, el Partit Socialista Unificat de Catalunya (PSUC), en el qual ingressà, juntament amb la seva germana, i que esdevindria la força hegemónica a Catalunya. Elisa Uriz impulsà també la Unió de Dones de Catalunya i estigué present en les principals convocatòries de compromís de les dones amb la pau. El novembre de 1937 fou nomenada secretària administrativa del Secretariat Regional de la UGT i delegada de la FETE al Comitè de Catalunya de la UGT.
Pel febrer del 1939 es va exiliar a França amb la seva germana. Durant l'ocupació francesa pels nazis les germanes assumeixen la responsabilitat d'evacuar centenars de professors junt amb les seves famílies a llocs més segurs, especialment a l'Amèrica Llatina. Van col·laborar amb la Resistència francesa dins del grup de Josep Miret i Musté i el seu germà Conrad fins que aquest fou detingut el 1942. Després es va integrar a la Unión Nacional Española dirigida pel militant comunista Jesús Monzón Repáraz. Durant aquest temps va militar al PSUC i la UGT, i el 1945 formà part de la direcció a Tolosa de Llenguadoc, fidel a Juan Negrín.
A l'exili col·laborà amb Dolores Ibárruri a la Unió de Dones Espanyoles i fou secretària general de la Federació Democràtica Internacional de Dones. Des d'aquest càrrec va proposar que cada 1 de juny se celebrés el Dia de la Infantesa. Des d'aquest organisme va denunciar la situació de les dones a les presons franquistes i aconseguí que el 1948 una comissió de juristes visités les presons de dones de Las Ventas i Yeserías. També participà en la redacció de la revista Mujeres Antifascistas Españolas, amb Dolores Ibárruri, Victoria Kent i María Teresa León.
En acabar la Segona Guerra Mundial les autoritats espanyoles li van incoar un expedient del Tribunal de Responsabilitats Polítiques. A causa de la seva militància comunista l'abril de 1951 fou expulsada de França amb la seva germana. Va creuar el Teló d'Acer i es va establir a Berlín oriental, on va estudiar medicina i ajudar els refugiats espanyols.
Elisa Úriz va decidir no tornar fins que Espanya no recuperés la democràcia, però quan aquesta va arribar ja tenia més de 80 anys i va acabar morint, el 1979, sense haver retornat a la seva terra natal.